# Autoroute A29 (Pays-Bas)
L'autoroute A29 est une autoroute des Pays-Bas. Elle est longue de 26 km et traverse les provinces de Hollande-Méridionale et du Brabant-Septentrional. 
Aucun tronçon de l'A29 n'est confondu avec une route européenne quelconque.